# Reticulitermes flavipes

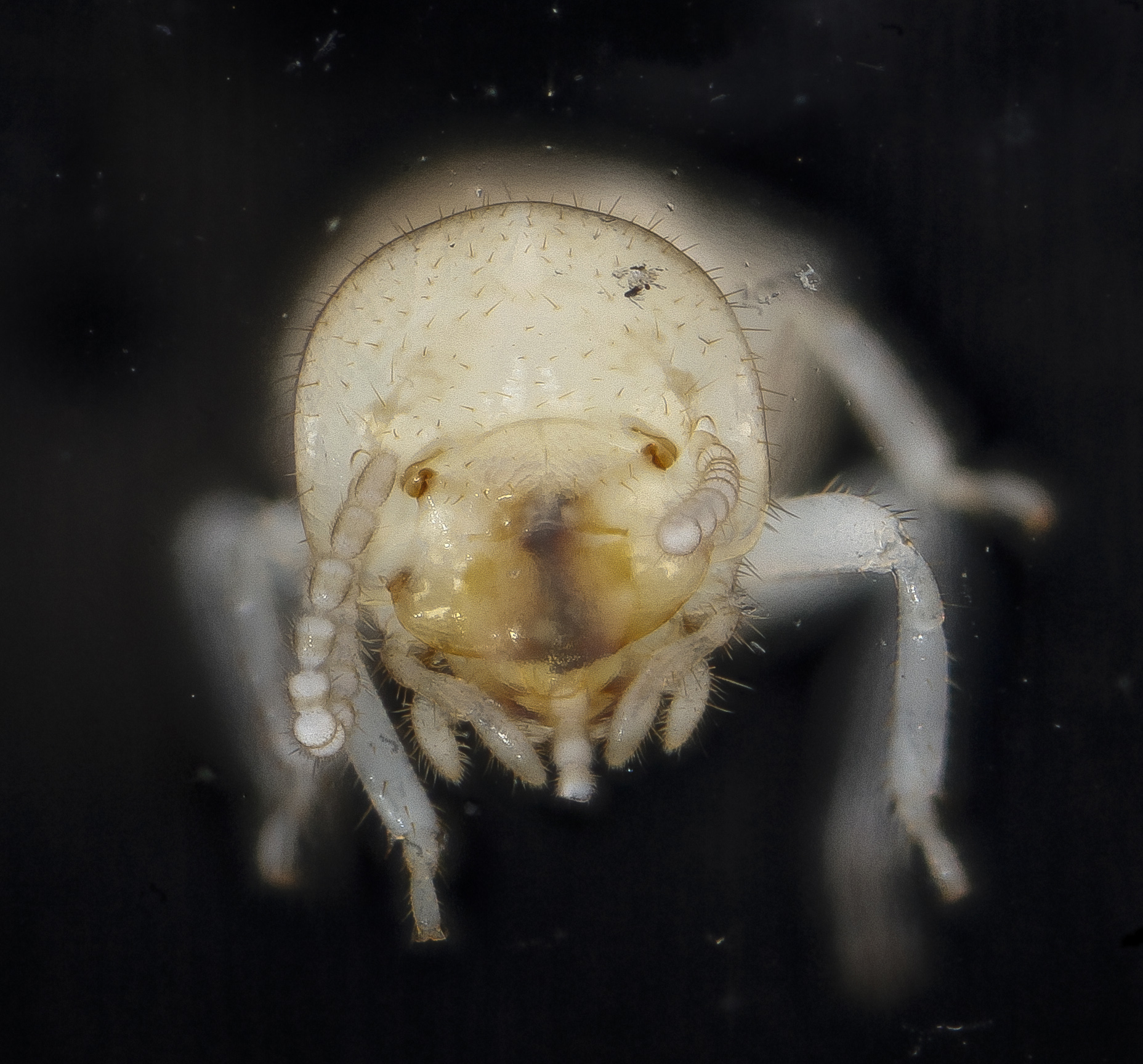
Operária de R. flavipes

Reticulitermes flavipes (Kollar, 1837) é uma espécie de térmita, do tipo subterrâneo da família Rhinotermitidae, originária da região leste da América do Norte, mas actualmente naturalizada em diversas regiões temperadas e subtropicais. Esta espécie é considerada o insecto xilófago economicamente mais importante nos Estados Unidos pelos danos que causa em estruturas construídas em madeira, sendo considerada uma praga com características infestantes. A espécie alimenta-se de material celulósico, causando importantes danos em materiais como as estruturas em madeira de edifícios, materiais ornamentais, caixilharias e móveis em madeira, papel, livros e tecidos em algodão. Não são conhecidas subespécies.

## Descrição
R. flavipes, à semelhança do que ocorre com outros insectos eusociaiss, partilham recursos e dividem tarefas com base num sistema de castas de base fisiológica. Os indivíduos da espécie vivem em largas aglomerações, denominadas colónias, compostas de machos e fêmeas. Cada membro da colónia pertence a uma casta, a que corresponde um determinado padrão fisiológico, com as correspondentes características morfológicas associadas. Nesta espécie as castas são: (1) térmitas operárias; térmitas soldado; e a casta reprodutiva.
Uma colónia madura pode conter entre 20 000 e 5 000 000 de operárias e a rainha da colónia põe entre 5 000 e 10 000 ovos por ano.